# Représentations diplomatiques au Rwanda

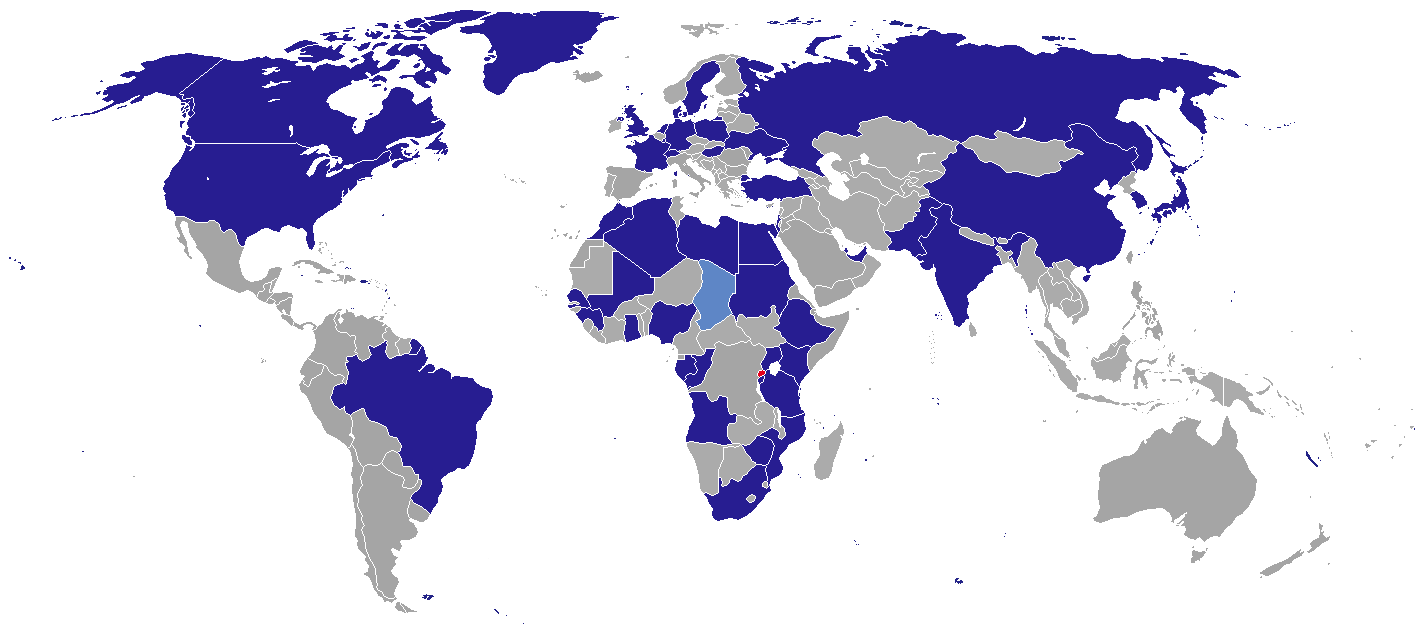
Carte des représentations diplomatiques au Rwanda

Ceci est une liste des représentations diplomatiques au Rwanda. La capitale Kigali abrite actuellement 43 ambassades et hauts-commissariats.

## Représentations diplomatiques à Kigali
| - Afrique du Sud - Algérie - Allemagne - Angola - Brésil - Burundi - Canada - Chine - Corée du Sud - Égypte - Émirats arabes unis - États-Unis - Éthiopie - France - Gabon - Ghana - Guinée - Inde - Israël - Japon - Kenya - Libye | - Luxembourg - Mali - Maroc - Mozambique - Nigeria - Ouganda - Pakistan - Pays-Bas - Pologne - Qatar - République du Congo - Royaume-Uni - Russie - Sénégal - Soudan - Suède - Tanzanie - Turquie - Ukraine - Vatican - Zimbabwe |

## Représentations diplomatiques accréditées au Rwanda
| - Argentine (Nairobi) - Australie (Nairobi) - Autriche (Nairobi) - Bénin (Kinshasa) - Botswana (Nairobi) - Burkina Faso (Addis-Abeba) - Cameroun (Kinshasa) - Chypre (Nairobi) - Corée du Nord (Kampala) - Croatie (Pretoria) - Cuba (Kampala) - Danemark (Kampala) - Djibouti (Addis-Abeba) - Espagne (Dar es Salam) - Eswatini (Maputo) - Finlande (Dar es Salam) - Grèce (Nairobi) - Hongrie (Nairobi) - Indonésie (Dar es Salam) - Iran (Kampala) - Irlande (Kampala) - Italie (Kampala) - Koweït (Nairobi) - Lesotho (Addis-Abeba) - Malaisie (Nairobi) - Malawi (Dar es Salam) | - Mauritanie (Khartoum) - Mexique (Nairobi) - Namibie (Dar es Salam) - Norvège (Kampala) - Nouvelle-Zélande (Addis-Abeba) - Oman (Dar es Salam) - Philippines (Nairobi) - Portugal (Nairobi) - République dominicaine (Pretoria) - Tchéquie (Nairobi) - Roumanie (Nairobi) - Serbie (Nairobi) - Seychelles (Pretoria) - Sierra Leone (Addis-Abeba) - Singapour (Singapour) - Slovaquie (Nairobi) - Soudan du Sud (Kampala) - Sri Lanka (Kampala) - Suisse (Nairobi) - Thaïlande (Nairobi) - Tunisie (Kinshasa) - Union européenne (Délégation) - Venezuela (Nairobi) - Vietnam (Dar es Salam) - Zambie (Dar es Salam) |

## Consulats honoraires à Kigali[24]
- Espagne
- Finlande
- Italie
- Maurice
- Mexique
- République centrafricaine
- Tchéquie